# La fórmula secreta
La fórmula secreta també coneguda com the secret formula o Coca Cola en la sangre és un migmetratge del mexicà Rubén Gámez. En la pel·lícula participa Juan Rulfo amb un poema, aquest és llegit com a veu narrativa per Jaime Sabines. També és considerat com un assaig poètic.

## Sinopsi
El tema central podria ser la pèrdua de la identitat del mexicà amb el seu propi ésser. De manera colèrica i obstinada, al·ludeix als mites ancestrals, colonials hispànics i moderns que aliena la individualitat del mexicà actual. El pes de la figura paterna i materna, el pes de la servitud atàvica, el pes de la religió catòlica imposada, el pes del sagrat i, finalment la invasió de la manera de vida i l'economia nord-americana, són els incentius per a aquesta pel·lícula.

## Primer Concurso de Cine Experimental
El Primer Concurso de Cine Experimental proposava l'entrada a la indústria de veritables autors cinematogràfics. No solament es buscaven arguments de qualitat sinó també una certa visió estètica divergent que permetés renovar la imatge de Mèxic. Les fórmules de l'època d'or s'havien esgotat i la política de portes tancades de la indústria impedia l'entrada de nous directors. Carlos Monsiváis apunta sobre el concurs “que promou una generació de cineastes poderosament influïda per la urgència de respectabilitat cultural, de reconquesta del públic de classe mitjana.” (Carlos Monsiváis, “Nota sobre la cultura mexicana”) L'estancament del mitjà a nivell nacional va desembocar en un esdeveniment per a rebre a la nova generació de directors; i en 1965, el STPC llança la convocatòria per al Primer Concurs de Cinema Experimental [existia en l'època dos sindicats: el STIC (Sindicat de Treballadors de la Indústria Cinematogràfica) i la STPC (Sindicat de Treballadors de la Producció Cinematogràfica) que s'havia creat en 1945 per a arreglar les querelles internes a la indústria].
Tretze pel·lícules van ser seleccionades per al concurs, algunes compostes de diversos curtmetratges. Dirigides per cineastes que en la seva majoria van formar part d'una generació associada a la UNAM, com ara Salomó Laiter, Juan Ibáñez o Juan José Gurrola; diversos dels quals tenien ja una trajectòria universitària en teatre o en arquitectura. Aquestes cintes van ser innovadores de diverses maneres: van transformar el vell sistema d'estrelles, (compost en l'època d'or per actors com Dolores del Río, Tin-Tan, Pedro Armendáriz o María Félix) i els llocs de representació cinematogràfica: el ranxo, el camp, el cabaret, o el veïnatge. També es va modificar el limitat espectre temàtic que alternava els gèneres del melodrama, la tragèdia i la comèdia. Així, en aquestes noves pel·lícules es podien abordar temàtiques disruptives per al cinema nacional com les preocupacions de la petita burgesia, la revolució sexual dels anys 1960, l'avorriment burgès i la quotidianitat ciutadana.

## Argument
Amb una juxtaposició d'imatges i àudio, es mostra un recorregut del Sòcol de la ciutat de Mèxic en un recorregut circular de la càmera, mentre es narra un text poètic de Juan Rulfo, una pista sonora posada a l'inrevés, una lliçó d'anglès repetida per la veu insegura d'una nena, ordres inintel·ligibles en un idioma estrany. Es mostren imatges de paisatges àrids poblats per gent rural que mira a la cambra fixament; una transfusió de Coca-Cola en comptes de sang; una salsitxa llarguíssima que recorda al hotdog americà; imatges de pagesos que pugen per una muntanya en fila per a aparèixer després en diferents posicions i llocs, igual que imatges religioses del temple de Tonantzintla; un treballador manipulat com si fos sac de farina; el degollament d'un cap de bestiar mentre una parella conversa, s'abraça i es besa al carrer; una mare que beneeix al fill que la càrrega; un charro a cavall que persegueix un transeünt citadino, el laza i l'estavella contra el paviment.

## Producció
Es va començar a filmar el 1964. Va tenir una preestrena el 8 de setembre de 1965 al cine Regis, on va tenir després la seva estrena l'11 de novembre del mateix any 1965 i va estar projectada durant cinc setmanes.

## Premis i reconeixements
Primer concurs de cinema experimental convocat per la STPC
| Any  | Categoria                | Resultat   |
| ---- | ------------------------ | ---------- |
| 1965 | Millor direcció          | Guanyadora |
| 1965 | Millor edició            | Guanyador  |
| 1965 | Millor adaptació musical | Guanyador  |

## Comentaris
Aquest film ocupa el lloc 9 dins de la llista de les Les 100 millors pel·lícules mexicanes de la història, segons l'opinió de 27 crítics i especialistes del cinema a Mèxic, publicada pel portal Sector Cine al juny de 2020.